# Piotr Lipiński (siatkarz)
Piotr Lipiński (ur. 4 stycznia 1979 w Olsztynie) – polski siatkarz, grający na pozycji rozgrywającego, czterokrotny mistrz Polski, w latach 2001–2003 reprezentant kraju.
Profesjonalną grę w siatkówkę rozpoczynał w AZS-ie Olsztyn. Potem trenował w SMS-ie Rzeszów, a następnie przez siedem lat reprezentował zespół Mostostalu Azoty Kędzierzyn-Koźle. W barwach tej drużyny wywalczył czterokrotnie tytuł mistrza kraju i zdobył trzy Puchary Polski. W 2003 z kędzierzynianami uplasował się na 3. miejscu w Final Four Ligi Mistrzów. W latach 2005–2007 był zawodnikiem olsztyńskiego AZS-u, z którym wywalczył dwa razy brązowy medal mistrzostw krajowych. W sezonie 2007/2008 grał w radomskim Jadarze. Od sezonu 2008/2009 stał się zawodnikiem Delecty Bydgoszcz i przez kolejne 5 sezonów w tych barwach występował. W 2013 roku został kapitanem Effectora Kielce. W 2014 roku podpisał roczny kontrakt z klubem AZS Politechnika Warszawska, w którym pełnił funkcję kapitana.
Uczestniczył m.in. w mistrzostwach świata w Argentynie (2002) oraz Europy w Lipsku (2003). W reprezentacji wystąpił 38 razy.

## Życie prywatne
W Rzeszowie, jako gracz SMS-u, zdał maturę. Ukończył wychowanie fizyczne i fizjoterapię na Politechnice Opolskiej

## Kariera w piłce siatkowej

### Kariera klubowa
Przygodę z piłką siatkową rozpoczynał w szkole podstawowej, uczęszczając na zajęcia Szkolnego Klubu Sportowego. Trenował wówczas pod okiem Macieja Rejznera. Potem uczestniczył w szkoleniach w AZS-ie Olsztyn. Jego gra na parkiecie zainteresowała szkoleniowców Szkoły Mistrzostwa Sportowego w Rzeszowie, której był również absolwentem. W rzeszowskim zespole grał pod dowództwem Jana Sucha.

#### Mostostal Azoty Kędzierzyn-Koźle (1998–2005)
W 1998 został zawodnikiem Mostostalu-Azoty Kędzierzyn Koźle, broniącego tytułu mistrza kraju z sezonu 1997/1998. Do 2001 o miejsce w wyjściowej szóstce rywalizował ze Sławomirem Gerymskim. W kolejnej edycji rozgrywek z klubem zadebiutował w Lidze Mistrzów. Kędzierzynianie swój udział w turnieju zakończyli na fazie grupowej. W klasyfikacji końcowej rozgrywek ekstraklasy uplasowali się na 2. miejscu, ustępując mistrzostwo krajowe Yamalowi AZS Częstochowa. Wówczas pokonali w jednym spotkaniu częstochowian, a w trzech ponieśli porażkę. W przerwie sezonowej na stanowisku trenerskim Waldemar Wspaniały zastąpił Jana Sucha.
W Pucharze Polski Lipiński z drużyną awansował do finału, w którym pokonał gospodarzy meczu, Stilon Gorzów Wielkopolski. W rozgrywkach o mistrzostwo Polski siatkarze z Kędzierzyna również dotarli do końcowego etapu. W meczu finałowym kędzierzynianie zmierzyli się ponownie z zespołem z Gorzowa Wielkopolskiego, który pokonali w czterech setach. W tym samym czasie kędzierzyński klub uczestniczył w Pucharze CEV, zajmując we Florencji 3. miejsce.
W sezonie 2000/2001 Piotr Lipiński z drużyną uczestniczył w rozgrywkach mistrzostw i  Pucharu Polski oraz w Lidze Mistrzów. W grudniu Mostostal przed własną publicznością bronił Pucharu Polski. W finale pokonał Galaxię Częstochowa 3:0.
W Polskiej Lidze Siatkówki kędzierzynianie obejmowali pozycję lidera przez całą rundę zasadniczą i do spotkań play-off przystępowali z pierwszej pozycji. W ćwierćfinale wyeliminowali beniaminka ekstraklasy, Stolarkę Wołomin, z którą w tej rywalizacji przegrali jeden mecz. W półfinale zespół z Kędzierzyna pokonał Warkę Czarnych Radom. W rundzie finałowej w trzech meczach zwyciężył częstochowską Galaxię.
W Lidze Mistrzów Lipiński z kędzierzynianami dotarli do ćwierćfinałów, w którym ulegli Sisley Treviso 0:3 i 2:3.
W kolejnym sezonie 2001/2002 Mostostal plasował się na pozycji lidera w lidze przez wszystkie kolejki. Lipiński z zespołem zanotował porażki w trzech spotkaniach – w Radomiu, z Nysą na własnym parkiecie i w finale z Częstochową. Pozostałe, 25 meczów, były zwycięskie. W fazie finałowej play-off o 1. miejsce kędzierzynianie w rozegranych czterech grach zwyciężyli trzykrotnie. W tym samym czasie kędzierzyńska drużyna zdobyła Puchar Polski, rozgrywany od 22 września 2001 do 27 stycznia 2002, po zwycięstwie w finale 3:2 nad Galaxią-Bank Częstochowa. W tymże sezonie uczestniczyła również w rozgrywkach Final Four Ligi Mistrzów. Zespół awansował do finału, w którym wystąpiły: Lube Banca Macerata, Iraklis Saloniki, Olympiakos SFP. Ówczesny mistrz Polski zajął na tej imprezie 4. miejsce, przegrywając mecz o brązowy medal w pięciu setach z Iraklisem.
W następnym sezonie Lipiński z drużyną w eliminacjach do Ligi Mistrzów zwyciężyli dwukrotnie Telecom Malagę, pokonali Noikom Cuneo i Łużniki Moskwa na wyjeździe. Porażkę zanotowali w Opolu z rosyjskim zespołem. W ćwierćfinałach Mostostal zmierzył się z belgijskim Noliko Maaseik. W pierwszym spotkaniu rozegranym w Opolu odniósł zwycięstwo nad gośćmi 3:0. W pojedynku rewanżowym przegrał 1:3, tym samym zakwalifikował się do finałów Ligi Mistrzów. W pierwszym spotkaniu kędzierzynianie przegrali z Karakoll Modena 3:1. W meczu o brązowy medal zmierzyli się z Paris Volley, wówczas mistrzami Francji, którego zwyciężyli w trzech setach.
W Polskiej Lidze Siatkówki drużyna z Kędzierzyna zanotowała 24 zwycięstwa i 5 porażek. Dotarła do finału rozgrywek play-off o 1. miejsce. W spotkaniu finałowym podejmowała Galaxię, którą pokonała stosunkiem wygranych meczów 3:2. W półfinale Pucharu Polski przegrała z Morzem Szczecin.
W kolejnym sezonie zespół, którego barwy bronił Piotr Lipiński, przechodził plagę kontuzji. Zakończył rundę zasadniczą Polskiej Ligi Siatkówki na szóstym miejscu. Na tej samej pozycji uplasował się po rozgrywkach play-off. W Lidze Mistrzów Mostostal trafił do grupy z Noliko Maaseik, Hotvolleys Wiedeń i Lewskim Sofia. Na inaugurację rozgrywek wygrał z bułgarskim zespołem 3:1. Później poniósł trzy porażki: z Noliko na wyjeździe i u siebie oraz z Hotvolleys i Lewskim na wyjeździe. Pokonał wiedeńczyków w Opolu, a w ostatnim spotkaniu przegrał w Sofii i zajął ostatnie miejsce w grupie z ośmioma punktami na koncie. Tyle samo punktów zdobyli siatkarze z Wiednia, którzy zajęli drugie miejsce w grupie za Noliko Maaseik.
Przed sezonem 2004/2005 Piotr Lipiński trenował na boiskach ligowych Kataru. Znalazł się tam dzięki jednemu spotkaniu towarzyskiemu, w jakim brał udział, Polaków z reprezentacją Kataru. Działacze Doha Sport Club skontaktowali się z nim, przysłali mu bilet oraz kopie kontraktu. Podczas wakacji Lipiński zagrał w tej drużynie w ostatniej kolejce ligi oraz w dwóch rozgrywkach: turnieju o Puchar Emira i jego syna. Oba turnieje wygrał jego zespół, który był wówczas prowadzony przez tunezyjskiego szkoleniowca.
Zawodnik odrzucił jednak ofertę przyjęcia obywatelstwa i gry w reprezentacji. Odrzuciłem ją, choć oferta finansowa była więcej niż lukratywna – relacjonował. – Dwie rzeczy były tam dla mnie problemem: klimat oraz różnice kulturowe.
Na edycję rozgrywek 2004/2005 zespół Mostostalu został odmłodzony. Nowym trenerem drużyny został Rastislav Chudík. Lipiński został pierwszym rozgrywającym zespołu. Sezon z drużyną rozpoczął na wyjeździe zwycięstwem 3:0 nad obrońcami tytułu mistrza kraju, Jastrzębskim Węglem, w fazie grupowej Pucharu Polski. Po porażce w Warszawie z miejscową Politechniką kędzierzynianie ponownie zwyciężył jastrzębian, ale tym razem w pięciu setach, a w rewanżu pokonał warszawian.
W pierwszej kolejce ligowej Lipiński z zespołem odnieśli zwycięstwo nad Energią Sosnowiec 3:2. Potem przegrali kolejno z: beniaminkiem ligi, Resovią, na wyjeździe 3:1, Politechniką 3:0, Górnikiem Radlin przed własną publicznością 3:1 oraz Jastrzębskim Węglem 3:0. Serię porażek przerwali wygraną nad PZU AZS Olsztyn w trzech setach. Mostostal z dorobkiem pięciu punktów zajmował w tabeli przedostanie miejsce. Prezes klubu wysunął żądanie: minimum 6 punktów w trzech kolejnych meczach. W najbliższym spotkaniu przed własną publicznością Mostostal zwyciężył wicemistrzów kraju 3:0, a potem uległ Pamapolowi i Skrze w tie-breakach. Z 10 punktami na koncie kędzierzynianie wyszli na siódmą lokatę. W Turnieju Finałowym Pucharu Polski rozgrywanym w hali „Urania” w Olsztynie w półfinale ponieśli porażkę w meczu z Bełchatowem w trzech setach i odpadli z rozgrywek. Po rundzie zasadniczej Polskiej Ligi Siatkówki zajęli 5. miejsce z dorobkiem 26 punktów. Tę samą pozycję wywalczyli w play-off. Po sezonie Piotr Lipiński postanowił podpisać kontrakt z PZU AZS-em Olsztyn.

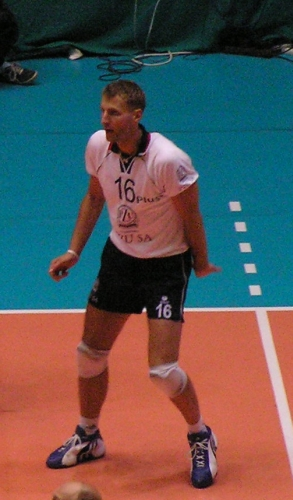
Piotr Lipiński w barwach AZS-u

#### PZU AZS Olsztyn (2005–2007)
Na kolejną edycję rozgrywek, 2005/2006, wyjechał do Olsztyna, by reprezentować barwy miejscowego AZS-u. W zespole o pozycję rywalizował z pierwszym rozgrywającym reprezentacji Polski, Pawłem Zagumnym. W barwach olsztyńskiego zespołu na parkiecie ligowym zadebiutował w inauguracyjnej kolejce, jako podstawowy gracz drużyny. Wówczas olsztynianie pokonali na wyjeździe Gwardię Wrocław w trzech setach. Do 3. serii rywalizacji uczestniczył w pełnych spotkaniach, gdzie akademicy przegrali ze Skrą Bełchatów i odnieśli zwycięstwo nad Jokerem Piłka. W następnym spotkaniu wygranym na własnym parkiecie z AZS-em Częstochowa 3:0 został zmieniony w drugim secie przez Zagumnego do końca gry. Po rundzie zasadniczej olsztynianie zajęli 4. miejsce, natomiast po rozgrywkach play-off wywalczyli brązowy medal.
W kolejnym sezonie z AZS-em Lipiński wywalczył po fazie zasadniczej 2. pozycję, a po dalszych spotkaniach akademicy spadli o jedno miejsce niżej. W Pucharze Polski odpadli w półfinale, a z Pucharu Konfederacji wyeliminował ich Jastrzębski Węgiel.

#### Jadar Sport Radom
Na sezon 2007/2008 przeszedł do Jadaru Radom, który w poprzedniej edycji Polskiej Ligi Siatkówki zajął 7. miejsce. W barwach radomskiego zespołu na ligowym parkiecie zadebiutował w inauguracyjnym meczu ekstraklasy przeciwko AZS-owi Częstochowa, kiedy to radomianie ponieśli porażkę po tie-breaku. W zespole pełnił zazwyczaj rolę zmiennika Jarosława Macionczyka. W rozgrywkach ligowych po rundzie zasadniczej Jadar wywalczył 7. lokatę, natomiast po samych porażkach w play-off uplasował się na 8. pozycji.

### Kariera reprezentacyjna

#### Reprezentacja juniorów
Karierę w reprezentacji narodowej rozpoczął w kadrze juniorskiej, prowadzonej przez Jana Sucha i Grzegorza Rysia. W 1998 z reprezentantami Polski juniorów zajął czwarte miejsce na mistrzostwach Europy.

#### Reprezentacja seniorów
Grę w reprezentacji narodowej (seniorów) rozpoczął za kadencji Waldemara Wspaniałego. Wówczas znalazł się w kadrze na turniej Ligi światowej w 2002. W tymże roku otrzymał powołanie na mistrzostwa świata w Argentynie. Do składu dołączył w ostatniej chwili. Zastąpił kontuzjowanego wówczas Pawła Zagumnego. W owych rozgrywkach był drugim rozgrywającym w polskiej kadrze przy Grzegorzu Wagnerze. W 2003 został powołany do zmagań w Lidze Światowej i mistrzostw Europy w Lipsku. W tych turniejach był zmiennikiem Pawła Zagumnego. W ostatnim spotkaniu z Holandią znalazł się w podstawowym składzie. W Lipsku zanotował ostatni występ w barwach biało-czerwonych. W 2004 otrzymał kolejne powołanie do szerokiej kadry, ale nie udawało mu się zaliczyć występu w podstawowym składzie reprezentacji, przez co ostatecznie wypadł na stałe z reprezentacji.

## Sukcesy klubowe
Polska Liga Siatkówki:
- 2000, 2001, 2002, 2003
- 2006, 2007

Puchar Polski:
- 2000, 2001, 2002

Puchar CEV:
- 2000

Liga Mistrzów:
- 2003

I liga:
- 2021

## Sukcesy reprezentacyjne
Mistrzostwa Europy Kadetów:
- 1997